# Ariake (1935)
El Ariake (有明 alba?) fue el sexto y último destructor de la clase Hatsuharu. Sirvió en la Armada Imperial Japonesa durante la  Segunda Guerra Mundial. 

## Historia
El 27 y 28 de julio de 1943 el Ariake transportaba tropas a Tuluvu, cuando encalló en un arrecife junto al destructor Mikazuki. Tras conseguir liberarse, recogió las tropas del Mikazuki y cumplió la misión, tras lo que volvió para dar asistencia al destructor encallado, resultando hundido por un ataque aéreo de varios B-25 de la USAAF en la posición (05°27′S 148°25′E / -5.450, 148.417).